# オリガ・リパコワ
オリガ・セルゲイヴナ・リパコワ（ロシア語: Ольга Сергеевна Рыпакова、英語: Olga Sergeevna Rypakova、旧姓：アレクセイェワ〔Алексеева〕、1984年11月30日 - ）は、カザフスタンの陸上競技選手。七種競技から競技生活を開始し、走幅跳に転向、2007年より三段跳を始めた。混成競技の主要大会での初勝利は2005年アジアインドアゲームズの五種競技であり、翌2006年アジア競技大会の七種競技で金メダルを獲得した。
2008年北京オリンピックでは走幅跳と三段跳に出場し、三段跳で15m11のアジア新記録をマークして4位に入賞した。世界大会で初めて表彰台のトップに立ったのは、2010年世界室内選手権の三段跳で、アジア室内記録15m14で優勝した。2012年ロンドンオリンピックでも三段跳で金メダルを獲得した。
日本語では、姓はルイパコワ、名はオルガとも表記される。

## 経歴

### 若手時代
ウスチ・カメノゴルスク（現・オスケメン）に生まれた。父は元十種競技の選手であり、オリガも8歳で陸上競技を始めた。16歳で初めて世界レベルのジュニア大会に出場した。オリガが出場したのは2000年世界ジュニア選手権で、走幅跳を11位（予選）で終えた。七種競技では2001年世界ユース選手権で4位、2002年世界ジュニア選手権でカロリナ・クリュフトに次ぐ銀メダルを獲得した。同年、オリガはカザフスタンの七種競技でチャンピオンになった。その後も混成競技への参加を続け、2003年にマルチスターでシーズンベストをマークして5位に入賞し、2004年にカザフスタンの室内選手権で五種競技で優勝した。
主要大会で初めて頭角を現したのは2005年のことで、9月に韓国・仁川で開かれたアジア選手権で4位に入り、2か月後のアジアインドアゲームズ五種競技で優勝した。2006年のアジア室内選手権でも金メダルを獲得、4582点をマークして大会新記録を達成した。同年の世界室内選手権にも出場したが、4368点で記録更新はならず、7位で競技を終えた。
2006年のワールドカップで初めてアジア代表に選抜されたが、走幅跳の記録は6m21で8位に終わった。ところが数週間後に開かれたカラフル大邱陸上競技大会で6m63の自己ベストを出して2位に入った。 She pushed herself beyond the normal seven events at the 2006年アジア競技大会では七種競技で5955点を記録して優勝、走幅跳にも出場して銅メダルを獲得した。

### 国際大会での活躍

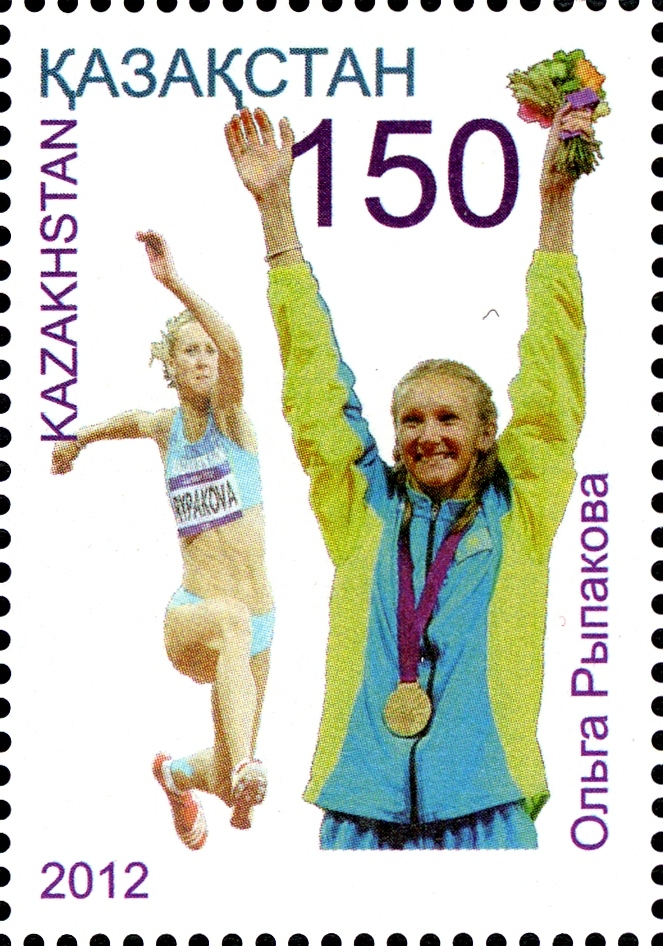
カザフスタンの切手になったオリガ

2007年7月、アジア選手権三段跳で大会記録およびカザフスタン記録となる14m69をマークし優勝、8月には2007年夏季ユニバーシアード走幅跳で自己新記録の6m85を跳び、陸上競技カザフスタン勢に初の金メダルをもたらした。
3週間後、初めて世界選手権に三段跳で出場し、予選で4位となるが、決勝には進めず、最終的に11位となった。2007年シーズンはアジアインドアゲームズで終えるつもりであったが、実際には出場しなかった。
2008年はアジア室内選手権で2度目の金メダルを2度目の大会新記録を樹立して獲得した。前回とは異なり、三段跳に出場し、記録は14m23であった。ほどなく世界室内選手権の三段跳に出場し、14m58でアジア記録を更新したが、マリア・セシュタックには及ばず、銅メダルだった。北京オリンピックではカザフスタン代表に初選抜され、走幅跳と三段跳に出場した。三段跳では15m11のアジア新記録を跳び、銀メダルを獲得したが、走幅跳は予選で敗退した。
2009年は2度目となる世界選手権に臨んだが、三段跳の成績は13m91で全体順位は10位に終わった。今大会では精彩を欠いたが、アジアインドアゲームズでは走幅跳・三段跳の両種目を大会新記録を打ち立てて優勝し、陸上競技でカザフスタンチームが1位になるのを助けた。2009年シーズンの最後は、アジア選手権三段跳を14m53で制して締めくくった。
2012年ロンドンオリンピック三段跳で金メダルを獲得したことから、同年11月8日にアジアオリンピック評議会からズルフィヤ・チンシャンロやイリア・イリンとともにベスト・アジアン・アスリートを受賞した。
2010年はカザフスタン室内選手権で走幅跳と三段跳の2種目制覇で幕を開け、世界室内選手権に臨んだ。決勝ではヤルヘリス・サビヌと金メダルを争い、5回目の試技で14m93をマークしてトップに立ち、最後の試技で15m14という、アシア・ハンセン、タチアナ・レベデワに次ぐ室内歴代3位の記録を樹立した。
2021年の東京オリンピックの開会式ではカザフスタン選手団の旗手を務めた。入場時の楽曲がRPGの『ファイナルファンタジー』であったこともあり、民族服風の衣装をまとって行進すると、「お姫様・王女様のようだ」と注目を浴び、他国の選手から写真撮影をせがまれた。選手として出場した三段跳では、シーズンベストをマークしたが、予選敗退となった。

## 成績
| 年               | 大会                   | 会場                         | 結果             | 種目             | 補足                               |
| カザフスタン代表 | カザフスタン代表       | カザフスタン代表             | カザフスタン代表 | カザフスタン代表 | カザフスタン代表                   |
| ---------------- | ---------------------- | ---------------------------- | ---------------- | ---------------- | ---------------------------------- |
| 2000             | 世界ジュニア選手権     | チリサンティアゴ             | 23位（予選）     | 走幅跳           | 5m63(+0.1 m/s)                     |
| 2001             | 世界ユース選手権       | ハンガリーデブレツェン       | 4位              | 七種競技         | 5198 点                            |
| 2002             | 世界ジュニア選手権     | ジャマイカキングストン       | 2位              | 七種競技         | 5727 点                            |
| 2003             | ユニバーシアード       | 韓国大邱                     | 8位              | 七種競技         | 5690 点                            |
| 2005             | ユニバーシアード       | トルコイズミル               | 14位（予選）     | 走幅跳           | 6m11                               |
| 2005             | アジア選手権           | 韓国仁川                     | 4位              | 走幅跳           | 6m50                               |
| 2005             | アジアインドアゲームズ | タイバンコク                 | 1位              | 五種競技         | 3954 点                            |
| 2006             | アジア室内選手権       | タイパタヤ                   | 1位              | 五種競技         | 4582 点                            |
| 2006             | 世界室内選手権         | ロシアモスクワ               | 7位              | 五種競技         | 4368 点                            |
| 2006             | ワールドカップ         | ギリシャアテネ               | 8位              | 走幅跳           | 6m21（アジア代表）                 |
| 2006             | アジア競技大会         | カタールドーハ               | 3位              | 走幅跳           | 6m49                               |
| 2006             | アジア競技大会         | カタールドーハ               | 1位              | 七種競技         | 5995 点                            |
| 2007             | アジア選手権           | ヨルダンアンマン             | 1位              | 走幅跳           | 6m66 (w)                           |
| 2007             | アジア選手権           | ヨルダンアンマン             | 1位              | 三段跳           | 14m69 (CR)                         |
| 2007             | ユニバーシアード       | タイバンコク                 | 1位              | 走幅跳           | 6m85 (PB)                          |
| 2007             | 世界選手権             | 日本大阪                     | 10位             | 三段跳           | 14m32                              |
| 2008             | アジア室内選手権       | カタールドーハ               | 1位              | 三段跳           | 14m23                              |
| 2008             | 世界室内選手権         | スペインバレンシア           | 3位              | 三段跳           | 14m58                              |
| 2008             | オリンピック           | 中国北京                     | 29位（予選）     | 走幅跳           | 6m30                               |
| 2008             | オリンピック           | 中国北京                     | 2位              | 三段跳           | 15m11                              |
| 2009             | 世界選手権             | ドイツベルリン               | 11位             | 三段跳           | 13m91                              |
| 2009             | アジアインドアゲームズ | ベトナムハノイ               | 1位              | 走幅跳           | 6m58                               |
| 2009             | アジアインドアゲームズ | ベトナムハノイ               | 1位              | 三段跳           | 14m40                              |
| 2009             | アジア選手権           | 中国広州                     | 1位              | 三段跳           | 14m53                              |
| 2010             | 世界室内選手権         | カタールドーハ               | 1位              | 三段跳           | 15m14 (AR)                         |
| 2010             | コンチネンタルカップ   | クロアチアスプリト           | 1位              | 三段跳           | 15m25（アジア太平洋代表） (AR, CR) |
| 2010             | アジア競技大会         | 中国広州                     | 2位              | 走幅跳           | 6m50                               |
| 2010             | アジア競技大会         | 中国広州                     | 1位              | 三段跳           | 14m78                              |
| 2011             | 世界選手権             | 韓国大邱                     | 2位              | 三段跳           | 14m89                              |
| 2012             | 世界室内選手権         | トルコイスタンブル           | 2位              | 三段跳           | 14m63                              |
| 2012             | オリンピック           | イギリスロンドン             | 1位              | 三段跳           | 14m98                              |
| 2012             | IAAFダイヤモンドリーグ | IAAFダイヤモンドリーグ       | 1位              | 三段跳           |                                    |
| 2014             | アジア競技大会         | 韓国仁川                     | 1位              | 三段跳           | 14m32                              |
| 2015             | 世界選手権             | 中国北京                     | 3位              | 三段跳           | 14m77                              |
| 2016             | アジア室内選手権       | カタールドーハ               | 3位              | 走幅跳           | 6m22                               |
| 2016             | アジア室内選手権       | カタールドーハ               | 1位              | 三段跳           | 14m32                              |
| 2016             | オリンピック           | ブラジルリオデジャネイロ     | 3位              | 三段跳           | 14m74                              |
| 2017             | 世界選手権             | イギリスロンドン             | 3位              | 三段跳           | 14m77                              |
| 2017             | アジアインドアゲームズ | トルクメニスタンアシガバード | 1位              | 走幅跳           | 6m43                               |
| 2017             | アジアインドアゲームズ | トルクメニスタンアシガバード | 1位              | 三段跳           | 14m32                              |
| 2017             | ダイヤモンドリーグ     | ダイヤモンドリーグ           | 1位              | 三段跳           |                                    |
| 2018             | アジア競技大会         | インドネシアジャカルタ       | 1位              | 三段跳           | 14m26                              |
| 2019             | 世界選手権             | カタールドーハ               | 13位（予選）     | 三段跳           | 14m09                              |

## 個人記録
走幅跳の自己ベストは6m85で2007年のユニバーシアード（バンコク）にて記録したものである。三段跳のベストは15m25で、2010年のコンチネンタルカップ（スプリト）にて記録したもので、アジア記録でもある。三段跳のアジア室内記録15m14も保有する。混成競技では五種競技（室内）の4582点、七種競技（屋外）の6113点が自己ベストである。
| 区分 | 種目   | 記録  | 日付          | 会場               | 備考    |
| ---- | ------ | ----- | ------------- | ------------------ | ------- |
| 屋外 | 走幅跳 | 6m85m | 2007年8月10日 | タイバンコク       |         |
| 屋外 | 三段跳 | 15m25 | 2010年9月4日  | クロアチアスプリト | 歴代7位 |
| 室内 | 走幅跳 | 6m58  | 2009年11月2日 | ベトナムハノイ     |         |
| 室内 | 三段跳 | 15m14 | 2010年3月13日 | カタールドーハ     | 歴代3位 |

- 世界陸連の公表データによる